# Fidel Ambríz
Fidel Daniel Ambríz González (ur. 21 marca 2003 w León) – meksykański piłkarz występujący na pozycji defensywnego pomocnika, reprezentant Meksyku, od 2024 roku zawodnik Monterrey.